# Vjekoslav Luburić
Vjekoslav Luburić, hrvaški ustaški uradnik in general * 6. marec 1914 Humac, Avstro-Ogrska † 20. april 1969 Carcaixment, Španija.
Med večino druge svetovne vojne je vodil sistem koncentracijskih taborišč v Neodvisni državi Hrvaški (NDH). Luburić je tudi osebno nadzoroval in vodil tedanje genocide Srbov, Judov in Romov v NDH.
Luburić se je leta 1931 pridružil ustaškemu gibanju Anteja Pavelića , naslednje leto zapustil Jugoslavijo in se preselil na Madžarsko. Po invaziji osi na Jugoslavijo in ustanovitvi NDH s Pavelićem na čelu se je Luburić vrnil na Balkan. Konec junija 1941 so Luburića poslali v Liko, kjer je nadziral vrsto pobojev Srbov, ki so bili casus belli za srbsko vstajo. Približno v tem času je bil imenovan za vodjo urada III, oddelka ustaške nadzorne službe, kjer je bil zadolžen za nadzor razvejane mreže koncentracijskih taborišč NDH, predvsem Jasenovca, kjer je bilo med vojno pobitih približno 100.000 ljudi. Konec leta 1942 je bil Luburić imenovan za poveljnika 9. pehotnega polka hrvaškega domobranstva, a so mu, ko je enega od podrejenih ustrelil, odvzeli poveljstvo. Pod nemškim pritiskom so ga dali v hišni pripor, obdržal pa je dejanski nadzor nad ustaškimi koncentracijskimi taborišči. Avgusta 1944 je odigral vodilno vlogo pri zaroti Lorković – Vokić, ki je skušala strmoglaviti Pavelića in ga nadomestiti z zaveznikom naklonjeno vlado. Februarja 1945 je Pavelić Luburića poslal v Sarajevo, kjer je v naslednja dva meseca bil odgovoren za mučenja in poboje na stotine znanih in osumljenih komunistov. Luburić je v začetku aprila odletel nazaj v Zagreb in bil povišan v čin generala .
Maja 1945 je NDH propadla in njeno ozemlje je bilo ponovno vključeno v Jugoslavijo. Luburić se je umaknil v ozadje in vodil gverilsko vojno proti komunistom, med katero je bil hudo ranjen. Leta 1949 je emigriral v Španijo in se aktiviral v ustaških emigrantskih krogih. Leta 1955 je Luburić prekinil s Pavelićem zaradi njegove izjave, da podpira prihodnjo delitev Bosne in Hercegovine med Veliko Hrvaško in Veliko Srbijo, in ustanovil konkurenčno hrvaško nacionalistično organizacijo, znano kot hrvaški nacionalni odpor. Spor je imel za posledico veliko ogorčenost med obema; ko je Pavelić umrl leta 1959, so Luburiću prepovedali priti na pogreb. Aprila 1969 so Luburića našli umorjenega v njegovem domu, žrtev bodisi jugoslovanske tajne policije , bodisi tekmecev znotraj hrvaške emigrantske skupnosti.

## Zgodnja leta
Vjekoslav Luburić se je rodil v družini hercegovaškega Hrvata  v vasi Humac pri Ljubuškem 6. marca 1914.  Bil je tretji otrok bančnega uslužbenca Ljubomirja Luburića in gospodinje Marije Soldo.  Par je imel še enega sina Dragutina in dve hčerki Miro in Olgo.  Luburić je bil pobožen in sodelujoč rimokatolik.  Decembra 1918 je policist med tihotapljenjem tobaka ustrelil njegovega očeta, ki je izkrvavel.   Po očetovi smrti se je Luburić "začel sovražiti in zaničevati Srbe in srbsko kraljevino", piše zgodovinarka Cathie Carmichael.  Kmalu zatem, ko ji je mati prepovedala poroko z muslimanom, se je Luburićeva sestra Olga vrgla v reko Trebižat, Po smrti njegovega očeta in sestre je njegova mati našla delo v tobačni tovarni, da bi skrbela za svoje preostale otroke. Kmalu se je poročila z moškim po imenu Jozo Tambić, s katerim sta imela še tri otroke.  Luburićevi polbrati in sestre, rojeni iz drugega zakona njegove matere, so se imenovali Zora, Nada in Tomislav. 
Luburić je osnovno šolo končal v Ljubuškem, potem pa se je preselil v Mostar, da bi obiskoval srednjo šolo. Tam se je začel družiti s hrvaško nacionalistično mladino. Postajal je vse bolj napadalen do svojih učiteljev in vrstnikov ter pogosto izostajal iz šole. Luburićevo prvo srečanje z organi pregona se je zgodilo 7. septembra 1929, ko so ga aretirali zaradi potepuštva in ga je sodišče v Mostarju obsodilo na dva dni zapora.  Zadnje leto je Luburić opustil srednjo šolo, da bi delal na mostarski javni borzi. Leta 1931 se je pridružil ustašem, hrvaškemu fašističnemu in ultranacionalističnemu gibanju, zavezanemu uničenju Jugoslavije in vzpostavitvi Velike Hrvaške.  Istega leta so ga aretirali zaradi poneverbe sredstev, ki so pripadala borzi.  5. decembra je bil Luburić obsojen na pet mesecev zapora zaradi poneverb. Kmalu zatem je pobegnil iz ječe in prišel vse do albansko -jugoslovanske meje, kjer so ga ponovno prijeli. Ko je prišel iz zapora, se je Luburić preselil v severno Hrvaško, nato pa v Subotico, kjer je prikrito prestopil madžarsko-jugoslovansko mejo. Luburić  je najprej stopil v stik s hrvaško emigrantsko skupnostjo v Budimpešti, potem pa odšel v ustaško taborišče Janka-Puszta blizu jugoslovanske meje.  Taborišče v Janka-Puszti je bilo eno od ustaških taborišč za usposabljanje, ustanovljenih na Madžarskem in v Italiji, katerih vladi sta v svojih teritorialnih težnjah do Jugoslavije bili naklonjeni ustaškim zadevam. V njem je bilo več sto Hrvatov emigrantov, večinoma ročnih delavcev, ki so se vračali iz zahodne Evrope in Severne Amerike. Naborniki so prisegli zvestobo vodji ustašev Anti Paveliću, sodelovali na psevdovojaških vajah in izdelovali protisrbski propagandni material.  Luburić si je prav v Janki-Puszti nadel ime Maks, ki ga je uporabljal do konca svojega življenja. 
Oktobra 1934 so na diplomatskem obisku v Marseillu ubili jugoslovanskega kralja Aleksandra v skupni zaroti Notranje makedonske revolucionarne organizacije in ustašev. Po atentatu je madžarska vlada večino ustašev, ki prebivajo na Madžarskem, z izjemo Luburića in par drugih, izselila.  Za kratek čas je Luburić bival v Nagykanizsi, kjer mu je po kratki ljubezenski zvezi domačinka rodila sina. 

## Druga svetovna vojna

### Nastanek NDH
Po Anschlussu leta 1938 med Nemčijo in Avstrijo je Jugoslavija delila svojo severozahodno mejo s tretjim rajhom;  bila je pod vse večjim pritiskom, ko so se njeni sosedje nagibali k silam osi. Aprila 1939 je Italija z napadom in zasedbo sosednje Albanije odprla dodatno mejo z Jugoslavijo.  Ob izbruhu II. svetovne vojneje jugoslovanska vlada je razglasila nevtralnost.  Septembra in novembra 1940 sta se Madžarska in Romunija prilagodili osi s pristopom k  tristranskemu paktu, Italija pa je napadla Grčijo. Jugoslavijo so tedaj skoraj v celoti obkrožile sile osi in njihovi sateliti, njeno nevtralno stališče do vojne pa je postajalo vse težje.  Konec februarja 1941 se je Bolgarija pridružila paktu. Naslednji dan so nemške čete iz Romunije vstopile v Bolgarijo in zaprle obroč okoli Jugoslavije.  Da zaščiti svoj južni bok pred bližajočim se napadom na Sovjetsko zvezo je Adolf Hitler začel pritiskati na Jugoslavijo, da se pridruži osi. Dne 25 Marca 1941 je jugoslovanska vlada po nekaj zamudah pogojno podpisala pakt. Dva dni kasneje je skupina zahodu naklonjenih, srbskih nacionalističnih častnikov Kraljevskega jugoslovanskega letalstva v brezkrvnem državnem udaru odstavila regenta princa Pavla. Na prestol so postavili njegovega mladoletnega nečaka Petra in na oblast pripeljali "vlado narodne enotnosti", ki jo vodi vodja kraljevskih jugoslovanskih letalskih sil general Dušan Simović.  Državni udar je razjezil Hitlerja, tako da je takoj odredil invazijo, ki se je začela 6. aprila 1941. 
10. aprila je Slavko Kvaternik, nekdanji častnik avstro-ogrske vojske, ki je bil v stiku s hrvaškimi nacionalisti v tujini, po radiu objavil nastanek Neodvisne države Hrvaške ( hrvaško Nezavisna Država Hrvatska; NDH)  Pavelić je 15. aprila prišel v Zagreb in se razglasil za vodjo ( hrvaško Poglavnik   ) NDH, in Nemcem zagotovil, da bo NDH zvesta ciljem osi.  Večina Hrvatov, razočaranih nad več kot dvajsetletno srbsko hegemonijo, je navdušeno pozdravila nastanek NDH. OB vdoru osi v Jugoslavijo so se ustaše skoraj prek noči iz majhne in precej zakotne hrvaške nacionalistične organizacije spremenili v ljudsko gibanje.   Nemci so sprva želeli za vodjo hrvaške lutkovne države postaviti voditelja hrvaške kmečke stranke Vladka Mačka, vendar je Maček to zavrnil, pri čemer je navedel svoja demokratična prepričanja in trdno prepričanje, da sile osi ne bodo zmagale.  NDH je bila razdeljena na nemška in italijanska vplivna območja.  Italijansko vplivno območje je bilo razdeljeno na tri operativna območja. Območje I, ki je obsegalo obalno in otoško območje, ki obdaja mesta Zadar, Šibenik, Trogir in Split, si je Italija neposredno priključila. Cona II, priključena NDH, je zajemala velik del Dalmacije in dalmatinsko zaledje. Cona III, prav tako dodeljena NDH, je obsegala zahodno in osrednjo Bosne, košček vzhodne Bosne in vso Hercegovino. 
17. aprila so ustaše uvedle zakonsko določilo za obrambo ljudstva in države, ki je uzakonilo ustanovitev koncentracijskih taborišč in množično streljanje talcev po NDH.  Judovsko vprašanje je za ustaše ni bilo prvenstvenega pomena. Njihov glavni cilj je bil znebiti se 1,9 milijona Srbov, ki so predstavljali približno 30% celotnega prebivalstva lutkovne države.  Višji ustaški uradniki so odkrito izjavili, da nameravajo tretjino Srbov, ki živijo v NDH, pobiti, tretjino izgnati tretjino pa spreobrniti v rimskokatolike.  Zamere ustaškega gibanja so se osredotočale na zaznane krivice, ki so jih v medvojnem obdobju doživeli Hrvati v Jugoslaviji pod prevlado Srbov. Visoki ustaški uradniki so se sklicevali na strele na pet hrvaških poslancev junija 1928, na umor hrvaškega nacionalističnega antropologa in zgodovinarja Milana Šufflaya leta 1931, zatrto velebitsko vstajo leta 1932, umor podpredsednika Hrvaške kmečke stranke Josipa Predavca leta 1933 ter aretacijo in zapor več deset drugih hrvaških političnih osebnosti. 

### Prve operacije čiščenja
V začetku aprila 1941 je Luburić nezakonito prestopil jugoslovansko mejo v bližini mesta Gola. Sredi aprila je prišel v Zagreb in bil nameščen v gospodarski urad glavnega ustaškega štaba ( hrvaško Glavni ustaški stan ; GUS), ustaško vodilno telo, kjer je služil kot pobočnik Vjekoslava Servatzyja.  6. maja so Luburića poslali v vas Veljun pri Slunju, da bi vodil zajetje 400 srbskih moških iz vasi kot maščevanje za poboj hrvaške družine v sosednjem Blagaju prejšnjo noč. Čeprav so storilcei ostali nepoznani, so ustaše naznanili, da nosijo odgovornost Srbi iz Veljuna, in se zato odločili, da bodo moške v vasi kolektivno kaznovali.  Luburić je imel na voljo skupaj petdeset mož, med njimi so bili mnogi dolgoletni ustaši, ki so v tridesetih letih živeli v izgnanstvu v Italiji.  9. maja zvečer so Srbe iz Veljuna odpeljali v Blagaj in jih na dvorišču lokalne osnovne šole pobili z noži in topimi predmeti. Morija je trajala vso noč. Naslednje jutro so videli Luburića, kako je krvav prišel iz šole in si pral roke in rokave pri vodnjaku. 
Konec junija so ustaški uradniki, ki so se peljali skozi vasi Gornja Suvaja in Donja Suvaja na območju Like, poročali, da so streljali nanje zaradi česar so regionalne oblasti za vasi ukazale "čiščenje".  Zjutraj 1. julija je Luburić v obe vasi pripeljal skupino ustašev.   Zgodovinar Max Bergholz piše, da je v operaciji sodelovalo do 300 ustašev.  Po poročanju novinarja in preživelega holokavsta Slavka Goldsteina je imel Luburić poleg 250 pripadnikov hrvaškega domobranstva na voljo še približno 150 pripadnikov ustaških pomožnih sil.  Mnogi moški prebivalci Gornje Suvaje in Donje Suvaje so pred prihodom ustašev zbežali v divjino. Njihove sorodnice,ostale zadaj, so posilili in spolno pohabili.  Pokol je trajal približno dve uri; za poboj svojih žrtev so ustaše rabili predvsem nože in kije.  Ubitih je bilo najmanj 173 vaščanov, večinoma žensk, otrok in starejših.  
2. julija je 130–150 ustašev napadlo bližnjo vas Osredci. Večina prebivalcev vasi je pobegnila v pričakovanju pokola, saj so slišali za dogajanje v Gornji Suvaji in Donji Suvaji prejšnji dan. V naslednjih dveh dneh so ustaši pobili okoli trideset prebivalcev vasi, večinoma starejših in nemočnih, ki niso mogli zbežati skupaj z drugimi.  Hkrati so Luburić in njegovi privrženci pobili prebivalce bližnje vasi Bubanj.  Po lastnih notranjih dokumentih so ustaše ubili 152 srbskih civilistov v Bubanju in požgali dvajset domov. V nekaterih hišah niti ena oseba ni ostala živa. Po poročilih preživelih je bilo smrtnih žrtev približno 270.  3. julija je ena od Luburićevih enot pridržala 53 prebivalcev vasi Nebljusi, med njimi deset otrok pod 12 let. S konjskio vprego so jih prepeljali v bližnjo vas Boričevac, v kateri je bila vojašnica in kraška jama. Prebivalce Nebljusi so v vojašnici pridržali do noči, skupaj z dvanajstimi odraslimi moškimi, ki so bili aretirani že prej. Tistega večera so jih v skupinah po osem odgnali do kraške jame in jih porinili v smrt. Dve žrtvi sta preživeli preizkušnjo.  Do konca julija so ustaše v Liki in njeni okolici pobili najmanj 1800 Srbov. 
Ustaška grozodejstva nad srbskim prebivalstvom NDH so spodbudila na tisoče Srbov, da so se pridružili partizanom Josipa Broza Tita in četnikom Draže Mihailovića.   Pokoli v Liki so bili v prvi vrsti casus belli za vstajo Srbov, ki se je začela 27. julija.  Upor je privedel do italijanske vojaške okupacije cone II in cone III.  "Luburić in njegovi nadrejeni so zmotno računali, da bodo brutalni poboji nedolžnega prebivalstva v kali zatrli odpor do njihovega načrta za nastanek 'etnično čistega območja'," je pripomnil Goldstein. "Njihova dejanja ... so izzvala popolnoma nasprotni učinek. "  Sredi julija 1941 je bil Luburić zadolžen, da ponovno ujame več deset zapornikov, ki so pobegnili iz taborišča Kerestinec. Skoraj vse ubežnike so ujeli ali ubili, življenje pa je izgubilo tudi več ustašev. 

### Ustaška nadzorna služba, biro III

#### Jasenovac, I – III
Varnostni sektor NDH sta sestavljali dve agenciji, Direktorat za varnost in javni red ( hrvaško Ravnateljstvo za javni red i sigurnost ; RAVSIGUR) in ustaško nadzorno službo ( hrvaško Ustaška nadzorna služba; UNS).  Tako RAVSIGUR kot UNS je vodil Kvaternikov sin Dido. [44] RAVSIGUR je bil ustanovljen 4. maja 1941,  UNS pa avgusta.    Slednji je bila razdeljen na tri biroje: Urad I, Urad III in Urad IV. Urad III, znan tudi kot ustaška obramba, je bil zadolžen za upravljanje koncentracijskih taborišč NDH.  Vse skupaj jih je bilo 30, raztezali so se po vsej NDH.  Od aprila do avgusta 1941 je bil RAVSIGUR odgovoren za upravo taborišč.  Večji del vojne je biro III vodil Luburić.  Po besedah Siegfrieda Kascheja, nemškega veleposlanika v NDH, je Luburić že v času svojega izgnanstva načrtoval vzpostavitev mreže koncentracijskih taborišč.  
Maja 1941 je Kvaternik odredil gradnjo dveh pripornih centrov v vaseh Krapje (Jasenovac I) in Bročice (Jasenovac II), prva dva podtabora kasnejšega koncentracijskega taborišča Jasenovac. Krapje in Bročice sta se odprla 23. avgusta.  Istega dne, ko se je soočil z italijansko vojaško okupacijo cone II, je Urad III odredil razpustitev vseh koncentracijskih taborišč na obalnih območjih NDH.  V prvih mesecih delovanja sistema koncentracijskih taborišč Jasenovac je Luburić redko odredil množične usmrtitve brez soglasja nadrejenih.  Ante Moskov, vodilni uradnik Ustaši, je pripomnil: "Bolj je imel pri srcu Poglavnika, kot pa svojo mater in svojega brata; zvestoba in poslušnost sta mu bila smisel življenja."  Luburićeva zvestoba in predanost sta se sčasoma obrestovali in z napredovanjem vojne je postal zaupanja vreden član Pavelićevega ožjega kroga.   Konec septembra 1941 je vlada NDH poslala Luburića v tretji rajh, da bi preučil nemške metode ustvarjanja in vzdrževanja koncentracijskih taborišč.  Luburićev ogled taborišč je trajal deset dni.   Kasnejša ustaška taborišča so nastala po vzoru Oranienburga in Sachsenhausena.   Sistem taborišč Jasenovac se je nahajal na območju, kjer živi veliko Srbov.  Po Luburićevem ukazu so med septembrom in oktobrom 1941 vse srbske vasi v okolici dveh pod-taborov porušili, njihove prebivalce zajeli in deportirali v Krapje in Bročice.  Med 14. in 16. novembrom 1941 so Krapje in Bročice razpustili.  Sposobni zaporniki so bili prisiljeni zgraditi tretje podtaborišče Jasenovac III, ki je postalo znano kot Opekarna ( hrvaško Ciglana).  Bolne in nemočne so bodisi pobili bodisi pustili umreti v zapuščenih taboriščih. Od 3000 do 4000 zapornikov, zaprtih v Krapju in Bročicah ob njuni razpustitvi, je le 1500 doživelo Opekarno. 

#### Jasenovac, IV – V
Oborožen z informacijami, ki jih je zbral v Nemčiji, je Luburić uspel organizirati Opekarno učinkoviteje kot sta bila Krapje in Bročice.  Urad III je januarja 1942 odredil ustanovitev pod-tabora Jasenovac IV, ki je bil namenjen proizvodnji usnja (hrvaško Kožara).  Približno ob istem času je bil ustanovljen peti in zadnji pod-tabor Jasenovac V, imenovan Stara Gradiška, po vasi, v kateri se je nahajal. Nadzirale so ga moške in ženske straže,  med drugimi tudi Luburićevi polsestri, Nada in Zora.  Nada je na veliko sodelovala pri mučenjih in pobojih, ki so se dogajali v Stari Gradiški.   Kasneje se je poročila z Dinkom Šakićem. [74] Šakić je med vojno služil kot namestnik poveljnika Stare Gradiške,  pozneje pa kot poveljnik Opekarne.  Luburić je zaposlil tudi svojega bratranca Ljuba Miloša.   Miloš je služil kot poveljnik delovne službe na Opekarni.  Tako kot Luburić, ki je bil za vodjo urada III poznih dvajsetih letih, je bila večina ustašev, zadolženih za upravljanje sistema taborišč Jasenovac, izredno mladih. Šakić je bil leta 1941 star 20 let, Miloš pa 22. 
Sistem taborišča Jasenovac je stražilo več kot 1500 ustašev.  Opekarna, Usnjarna in Stara Gradiška so imele prostora za 7000 zapornikov, čeprav število zapornikov v nobenem trenutku ni preseglo 4000.  Luburić je sistem taborišč Jasenovac obiskal dva ali trikrat na mesec.  Vztrajal je na tem, da bi ob vsakem obisku osebno ubije vsaj enega zapornika.  Luburić je užival v norčevanju zapornikov, kar se dneva in načina njihove usmrtitve tiče.   "Za šalo je revolver pritisnil zaporniku na glavo," piše Titov biograf Jasper Godwin Ridley. "Včasih je pritisnil na petelina, včasih pa ne."  Luburićeva krutost se je razširila tudi na druga ustaška taborišča. V enem primeru je namerno poslal na stotine zapornikov, ki jih je preganjal tifus, iz Stare Gradiške v Đakovo, da bi pospešil širjenje bolezni med zaporniki.  "Luburić je ustvaril takšno vzdušje," se je spominjal Miloš, "da se je vsak ustaša pravzaprav počutil poklicanega, da ujetnika ubije, saj je verjel, da gre za dejanje domoljublja."   Po neuspešnem eksperimentiranju z zaplinjevanjem v tovornjakih je Luburić ukazal, da se v Stari Gradiški zgradi plinska celica na žveplov dioksid in ciklon B. Plinska celica pa je bila slabo zgrajena in ta način morjenja so po treh mesecih opustili.  Za razliko od nemških taborišč so tekom vojne večino zapornikov pobili z noži in kiji.  
V začetku leta 1942 so se razmere v Jasenovcu v pričakovanju obiska delegacije Rdečega križa  nekoliko izboljšale. Bolj zdravim zapornikom, ki so dobili nove postelje in posteljnino, so dovolili pogovor z delegacijo, bolne in izčrpane pa so pobili. Po odhodu delegacije so se razmere v taborišču vrnile v prejšnje stanje.  Kadar so nanj družine zaprtih v Jasenovcu pritisnile za novice, se je Luburić izmikal. Ko ga je hrvaški judovski javni uslužbenec z imenom Dragutin Rosenberg poskušal prepričati, da dovoli poimensko dostavo hrane in oblačil v Jasenovac, se je Luburić strinjal le s celokupnimi pošiljkami, da ne bi razkril, kateri zaporniki so še živi.  Luburić se je izkazal za nedotakljivega za podkupnine, kar ponazarja primer Juliusa Schmidlina, predstavnika Rdečega križa, ki je poskušal podkupiti Luburića, da bi z zaporniki v Jasenovcu ravnal bolj humano, pa ga je Luburič jezno zavrnil.  Poleg tega Luburić ni dopuščal zlorabe predmetov, ki so jih odvzeli taboriščnikom; kot primer njegov odziv na tako imenovano zlato afero, ko so taboriščne stražarje ujeli pri poskusu tihotapiti zaplenjen nakit iz Jasenovca. Luburić je ukazal, da se krivci pobijejo. Med ubitimi je bil tudi brat Luburićevega namestnika Ivice Matkovića, ki so ga do smrti pretepli. 

### Ofenziva na Kozari
Ustaške enote pod poveljstvom Luburića, Rukavine in Moškova so 21. decembra 1941 vkorakale v Prkosi pri Bosanskem Petrovcu.  Luburić izjavil: "Moramo ubiti vsakogar, v Prkos [ sic ] in po vseh njihovih vaseh, do zadnjega moža, tudi če je otrok."  Ustaše so zajeli več kot 400 srbskih civilistov, večinoma žensk, otrok in starejših. Kmalu zatem so jih odpeljali v bližnji gozd in jih pobili.  14. januarja 1942 je Luburić vodil skupino ustašev v vas Draksenić v severni Bosni in odredil pomor njenih prebivalcev. V pokolu, ki je sledil, je bilo ubitih več kot 200 vaščanov, večinoma žensk, otrok in starejših.  Sredi leta 1942 je Državni obveščevalno-propagandni urad ( hrvaško Državni izvještajni i promičbeni ured ; DIPU) je poslal strogo opozorilo vsem časopisom v NDH s prepovedjo poročati o Luburiću, uradu III in tako imenovanih "zbirnih centrih" NDH.  Kljub opozorilu DIPU so Luburića leta 1942 predstavili v propagandnem kratkem filmu z naslovom Straža na Drini ( hrvaško Straža na Drini, nemško Wacht an der Drina). 
Junija 1942 so Wehrmacht, domobranci in ustaška milica začeli ofenzivo na Kozaro, katere namen je bil razbiti partizanske formacije na Kozari v severozahodni Bosni, ki so ogrožale nemške prevoze na železniški progi Beograd - Zagreb.  Partizani so sicer doživeli ponižujoč poraz, vendar je breme ofenzive nosilo civilno prebivalstvo. Med 10. junijem in 30. julijem 1942 so 60.000 civilistov, ki živeli okoli gore Kozara, večinoma Srbov, zbrali in odpeljali v koncentracijska taborišča.   "Kozara je bila očiščena do zadnjega moža," je zapisal pooblaščeni general Wehrmachta Edmund Glaise-Horstenau, "in prav tako do zadnje ženske in zadnjega otroka." 
Po razselitvi Kozare je Luburić načrtoval uvedbo letne "dače", s katerim bi srbske dečke vzeli iz njihovih družin, jih privedli do tega, da se odrečejo svoji srbskosti, in jih vsadili v ustaško okolje. Konec leta 1942 je "posvojil" 450 fantov, ki so bili razseljeni med boji okoli gore Kozara.  Luburić, oblečen v črno ustaško obleko, je dečke poimenoval svoje "male janičare ", kar je aluzija na sistem devşirme Osmanskega cesarstva, ki je po vsem Balkanu na deset tisoče dečkov iztrgal iz krščanskih družin in jih vključil v osmansko vojsko. Vsako jutro so bili Luburićevi "janičarji" prisiljeni sodelovati na vojaških vajah in izmoliti Očenaš.  Poskus ni uspel in večina fantov ni hotela postati ustaša.  Večina med njimi je pozneje umrla zaradi podhranjenosti, griže in drugih bolezni.  Na stotine drugih otrok, ki so jih ustaše ugrabili po napadu na Kozaro, je rešila skupina prostovoljcev Rdečega križa iz Zagreba pod vodstvom Diane Budisavljević.  Budisavljevićeva se je v svojem dnevniku spomnila na srečanje, ki ga je imela z Luburićem pri Stari Gradiški, v katerem je slednja obsojala njo in njene kolege, ker so »skrbeli le za srbske otroke«, medtem ko je bilo po vsej NDH najti trpeče hrvaške in bosanske muslimanske otroke. Po besedah Budisavljevićeve je Luburić grozil, da jo bo skupaj z njenimi sodelavci zaprl in zlovešče opozoril, da "nihče ne bo vedel, kaj da se je zgodilo z njimi ali kje da so". 

### Hišni pripor in neuspela zarota Lorković – Vokić
Avgusta 1942 je bil Luburić povišan v čin Bojnika ( major).  Glaise-Horstenau se je Paveliću pritožil, da Luburić posega v nemške operacije.  Nemci Luburiću niso zaupali, v enem od svojih notranjih memorandumov so ga opisali kot "nevrotično, patološko osebnost".  Da bi pomiril Nemce, je Pavelić Luburića prerazporedil v Travnik.  Imenoval ga je za poveljnika 9. pehotnega polka (hrvaško Deveta pješačka pukovnija), katerega namen bi bil varovati mejo NDH z Črno goro, ki so jo zasedli Italijani, v Vzhodni Hercegovini z močno četniško prisotnostjo. 
Ko se je 9. pehotni polk pripravljal na odhod v Hercegovino, je Luburić ustrelil in ubil enega od domobrancev pod svojim poveljstvom.  Uboj je sprožil ogorčenje med domobranci.  Luburiću so takoj odvzeli poveljstvo, ki ga je prevzel polkovnik Franjo Šimić.  Konec novembra so Luburića na prigovarjanje Nemcev postavili pod hišni pripor, ki ga je skupaj z materjo in polsestrami preživljal v zagrebškem stanovanju.  Stanko Šarc je bil imenovan za nadzor operacij v Jasenovcu v odsotnosti Luburića. Luburićevega namestnika Ivico Matkovića je zamenjal Ivica Brkljačić.  Luburićev hišni pripor je bil zelo blag in dovolil mu je, da se je od stanovanja oddaljil.  Luburić je de facto nadzoroval delovanje Jasenovca, čeprav so ga uradno zamenjali.   Tako je na primer konec leta 1942 je poskrbel za to, da so izpustili Miroslava Filipovića, ki je bil zaprt zaradi številnih grozodejstev nad srbskim prebivalstvom v severni Bosni. Filipović je bil nato imenovan za poveljnika Stare Gradiške.  Maček in njegova žena sta dva meseca živela skupaj z Luburićem in njegovo družino. Po Mačkovih besedah je Luburićeva mama v solzah pravila Mačkovi ženi, da bi obžalovala, da je rodila Luburića, če bi bil njen sin odgovoren za grozodejstva, za katera se je govorilo, da jih je zagrešil. 
 
Konec leta 1942 so naraščajoči nemiri v NDH začeli škoditi nemškim interesom v jugovzhodni Evropi. Nemci so začeli pritiskati na Pavelića, da naj NDH umiri. Tako naj bi poskrbel, da se ustaška grozodejstva nad Srbi prenehajo. V odgovor so ustaše ustanovili tako imenovano hrvaško pravoslavno cerkev, katere namen je bil asimilirati srbsko prebivalstvo NDH in jih označiti za "Hrvate pravoslavne vere".  Pavelić je Slavka in Dida Kvaternika očrnil kot grešna kozla za vse težave NDH. Prvemu je očital nezmožnost domobranstva in ustaške milice, da bi pometli s partizani in četniki, drugemu pa poboje Srbov, čeprav so se grozodejstva dogajala s Pavelićevim vedenjem. Oktobra 1942 so četa in sina izgnali na Slovaško.  21. januarja 1943 so razpustili UNS in ga vključili v Glavni direktorat za varnost in javni red ( hrvaško Glavno ravnateljstvo za javni red i sigurnost  ; GRAVSIGUR), ki je bil ustanovljen kot nadomestilo za RAVSIGUR -a v začetku tega meseca. GRAVSIGUR je nato prevzel odgovornost za upravljanje koncentracijskih taborišč NDH. 
Luburić, ki je bil še vedno uradno v hišnem priporu, se je sredi leta 1943 preselil v vas Šumec pri Lepoglavi. Približno v tem času je začel tudi načrtovati gverilske operacije proti partizanom z oficirjem Gestapa Kurtom Koppelom za primer, da pride do poraza Nemčije.  Število partizanov v NDH se je še naprej povečevalo, od zgolj 7 tisoč leta 1941, na 25 tisoč leta 1942 in na 100 tisoč konec leta 1943. 8. septembra 1943 so Italijani kapitulirali. Nešteto italijanskih enot se je predalo partizanom, ki so jih razorožili in tako pridobili precejšnjo količino sodobnega orožja.  Luburić je večino leta 1944 ostal v senci, vendar se je njegova sreča obrnila, ko je avgusta 1944 prišla na dan zarota Lorković – Vokić. Luburić je 30. avgusta osebno nadzoroval aretacije vladnih ministrov Mladena Lorkovića in Anteja Vokića.   Lorković, minister za notranje zadeve, in Vokić, minister za obrambo, sta bila obtožena zarote, da strmoglavijo Pavelića in ustvarijo zaveznikom naklonjeno vlado.   Po aretacijah je imel Luburić nalogo, da zasliši Lorkovića in Vokića ter druge osumljene zarotnike. Tistega oktobra je bil Luburić povišan v čin Pukovnika (polkovnika).  Decembra 1944 so bili hrvaški domobranci in ustaška milica združeni v hrvaške oborožene sile.  Luburić je 7. decembra prisilil več kot trideset članov kolaboracionističnega srbskega prostovoljnega korpusa z vlaka, ki je peljal skozi glavno zagrebško železniško postajo, in ukazal, da jih ustrelijo. Namenjeni so bili v Slovenijo in imeli so Pavelićevo dovoljenje za nemoten prehod skozi Zagreb, vendar se Luburić za to zmenil.  

### Teror v Sarajevu
V začetku leta 1945 je Pavelić Luburića poslal v Sarajevo, da bi spodkopal tamkajšnjo komunistično peto kolono.  Luburić je v mesto prišel 15. februarja.  Pet dni kasneje je Hitler razglasil Sarajevo za Festung (ali "trdnjavo") in vztrajal, da ga je treba braniti za vsako ceno. Hitler je imenoval generala Heinza Kathnerja za organizacijo obrambe mesta pred pričakovanim napadom partizanov.  24. februarja  Kathner organiziral banket v Luburićevo čast.  Na banketu je Luburić razglasil, da namerava uničiti komunistični odpor v Sarajevu.  Luburić je kmalu imenoval devet ustaških častnikov v posebno delovno skupino za eksekucije znanih in osumljenih komunistov. Njegov sedež je bil v vili v središču Sarajeva, ki je med prebivalci mesta postala znana kot "hiša terorja". 
1. marca so partizani začeli operacijo Sarajevo, katere cilj je bil mesto iztrgati Nemcem in ustašem.  On začetku marca je bilo Sarajevo obkroženo in odrezano od preostale NDH.  Luburić je ustanovil preki sod z nazivom Kazensko vojno sodišče poveljnika Luburića, ki je obravnavalo primere domnevne izdaje.  Sodišče je obravnavalo tudi neutemeljene obtožbe, kot je določanje cen.   Prva skupina zapornikov, ki se jim je sodilo, je bila skupina 17 muslimanskih beguncev iz Mostarja.  Tega meseca je bilo usmrčenih na desetine osumljenih komunistov.  Aretacije in kasnejše eksekucije so bile zaskrbljujoče samovoljne narave, kar je samo še poslabšalo teror, ki so ga čutili Sarajlije.   Mučenjem, ki so jih ustaše evfemistično označevali kot zasliševanja, je običajno sledila smrt zapornika ali deportacija v koncentracijsko taborišče. Luburić naj bi užival, ko je v vilo povabil družinske člane svojih žrtev, nato pa zelo podrobno opisal, kako so mučili in ubili njihove ljubljene. Sčasoma so se nekateri Sarajčani v strahu za svoja življenja zatekali v bombna zavetišča, čeprav mesto ni bilo bombardirano že nekaj tednov. 
Luburić je 16. marca sklical sestanek več kot 1.000 ustaških političnih in vojaških oseb ter v prisotnosti visokih nemških uradnikov izdal izjavo, v kateri je obsodil boljševizem, jaltsko konferenco in novo komunistično vlado v Beogradu.  21. marca so ustaše odkrili zaroto za atentat na Luburića. Njegov možni morilec je bil komunistični mladenič po imenu Halid Nazečić, ki ga je izdal eden od njegovih sostorilcev.  V napadih partizanov v mestu so nato ubili štiri ustaše.  V noči s 27. na 28. marec so ustaše obesili petindvajset Sarajlij na drevesa in ulične svetilke v sarajevski soseski Marindvor.   Okoli vratu so jim obesili napise "Živel Poglavnik !"   in jih pustili viseti kot opozorilo drugim.  Na tiste, ki so skušali sneti trupla, so streljali.  4. aprila je Luburić s spremstvom zapustil Sarajevo. Za obrambo mesta je ostalo okoli 350 ustaških policistov in 400 ustaških vojakov.  Luburićev teror v Sarajevu je po podatkih povojne komisije za vojne zločine terjala 323 življenj.   Več sto drugih je bilo deportiranih v koncentracijska taborišča.  Partizani so 6. aprila vstopili v Sarajevo in razglasili njegovo osvoboditev. Zavzem mesta je sovpadel s četrto obletnico invazije osi na Jugoslavijo.  Ekshumacijo trupel z dvorišča Luburićeve vile, od katerih je veliko pripadalo otrokom, je dokumentirala sovjetska filmska ekipa.  Druga priča o posledicah Luburićevih zločinov je bil ameriški novinar Landrum Bolling, ki se je spomnil, da je videl prostor poln trupel, "zloženih kot polena drug na drugega."   Mnoga trupla so kazali znake mučenja in pohabljanja. Med trupla je bil tudi telo Halida Nazečića, z razbito glavo, izkopanimi očmi in mednožjem, obžganim z vrelo vodo. 

### Razpad NDH
Luburić se je ob odhodu iz Sarajeva vkrcal na letalo za Zagreb. Med poskusom pristati na letališču Borongaj je Luburićevo letalo strmoglavilo na vzletno-pristajalno stezo, ki so jo poškodovale bombe. Luburić je utrpel poškodbo glave in morali so ga prepeljati v bolnico. Pavelić je Luburića obiskal med okrevanjem in vzel na znanje, da njegov podrejeni, utrujen in razočaran, obtožuje Nemce, da so izdali Hrvaško.  Kmalu zatem je bil Luburić povišan v čin generala.  V začetku aprila je ukazal ubiti preostale zapornike Jasenovca.  Ukazal je tudi, da se dokumenti o delovanju taborišča uničijo, trupla iz okoliških množičnih grobov pa ekshumirajo in kremirajo. Po njegovem naročilu je bilo ubitih več posameznikov, ki so imeli obtožujoče podatke v zvezi z Luburićevimi vojnimi dejavnostmi, tako na primer agent Gestapa Koppel.  Konec aprila je Luburić odobril usmrtitve Lorkovića in Vokića ter drugih, ki so bili vpleteni v zaroto Lorković – Vokić. 
Partizani so bili vse bliže in Luburić je predlagal, da ustaše gredo v zadnjo bitko v Zagrebu, vendar je Pavelić predlog zavrnil.  Ustaše glede tega, kaj storiti, niso bili enotni. Nekateri so predlagali čimprejšnji umik proti Avstriji. Drugi, med njimi predvsem Luburić, so se zavzemali za ustanovitev neregularnih enot na podeželju, ki bi izvajale gverilske napade po razpadu NDH.  V začetku maja se je Luburić srečal z zagrebškim nadškofom Alojzijem Stepincem, ki ga je prosil, naj se parizanom ne upira z orožjem. 5. maja je vlada NDH zapustila Zagreb, sledil je Pavelić. 15. maja je NDH prenehala obstajati.  Več deset tisoč ustašev se je predalo britanski vojski, vendar so jih vrnili partizanom. Nešteto število so jih ubili v kasnejših partizanskih pomorih, skupaj z več tisoč srbskimi in slovenskimi kolaboracionisti. 
Nekateri ustaši, ki so postali znani kot križarji ( hrvaško Križari   ), so ostali v Jugoslaviji in izvajali gverilske napade na komuniste.  Med temi je bila manjša skupina borcev pod vodstvom Luburića, ki je ostala v gozdovih južne Slovenije in severne Slavonije ter se spopadla z novonastalo JLA ( srbohrvaško Jugoslovenska narodna armija; JNA).  Luburić se je izognil zajetju in verjetni usmrtitvi, tako da je svoje osebne dokumente položil ob truplo mrtvega vojaka. Luburić je prek Matkovića in Moškova poslal pismo Paveliću, ki je pobegnil v Avstrijo, v katerem je sporočil, da se bo še naprej boril. O Luburićevem delovanju v povojni Jugoslaviji obstajajo tri različne pripovedi. Po eni se je Luburić nato odpravil na jug proti bilogorskemu pogorju, kjer se je srečal s skupino več kot petdeset križarjev pod vodstvom Branka Bačića. Odpravili so se proti zahodu in ustanovili bazo na Fruški Gori. Novembra 1945 je Luburić s skupino približno ducat križarjev prečkal madžarsko -jugoslovansko mejo in pobegnil iz Jugoslavije. Druga različica trdi, da je bil Luburić ranjen v topovskem spopadu z JNA, nakar ga je čez Dravo spravil general Rafael Boban, za katerega po povratku v Jugoslavijo ni bilo več slišati. Tretjo različico je zagovarjal Luburić sam; po se je s križarji boril do konca leta 1947, ko je bil hudo ranjen in prisiljen zapustiti državo. 
Luburićeva polsestra Nada in njen mož Dinko Šakić sta pobegnila v Argentino.  Nekateri Luburićevi preostali sorodniki niso imeli sreče. Miloša so jugoslovanske oblasti skupaj z več drugimi križarji julija 1947 ujele, potem ko so se v okviru vstaj križarjev prikradli nazaj v državo.   Sledilo je sojenje zaradi grozodejstev, ki naj bi jih storil med vojno. Med sojenjem je grafično podrobno priznal svojo vlogo pri pobojih, ki so se zgodili v Jasenovcu. Obsojen je bil po vseh točkah in usmrčen leta 1948. 

## Kasnejša leta

### Izgnanstvo
Leta 1949 se je Luburić preselil v Španijo.  Številni ustaški izgnanci so državo videli kot ugoden cilj, saj je edina zunaj osi priznala NDH.  Luburić je v Španijo vstopil pod psevdonimom Maximilian Soldo.  Ob prihodu so španske oblasti Luburića zaprle, a so ga kmalu zatem izpustile.  S podporo Agustína Muñoza Grandesa, nekdanjega poveljnika Modre divizije, je lahko ostal v državi.  Nastanil se je v Benigànimu. 
Pavelić se je medtem z družino naselil v Buenos Airesu in začel gradbeno podjetje. Postal je neuradni vodja hrvaške emigrantske skupnosti v Južni Ameriki.  Pavelićevo izgnanstvo v daljni in oddaljeni Argentini ga je naredilo skoraj nepomembnega v očeh vse večjega števila hrvaških emigrantov drugod, zlasti v Evropi. Ob odprtem uporu je julija 1950 Pavelić Luburića poslal v Rim kot opozorilo vsem, ki bi radi izpodbijali njegovo avtoriteto v hrvaških emigrantskih skupnostih v zahodni Evropi. Glede na njegov vojni čas je Luburić prišel »z grozljivim ugledom«, piše zgodovinar Guy Walters. Avgusta je Pavelić izdal izjavo v časopisu Hrvaška diaspora s sedežem v Chicagu in Hrvate opozoril pred pridružitvijo tujim vojskam. Čeprav se meni, da Luburić v povojnem obdobju ni ubil nobenega od Pavelićevih političnih nasprotnikov, je že samo omenjanje njegovega imena drastično zmanjšalo velikost protipaveliške frakcije med emigranti. Ko se je godrnjanje nezadovoljstva proti Paveliću umirilo, se je Luburić vrnil v Španijo. Leta 1951 se je pojavil v Hamburgu in ustanovil novačni center za pro-Pavelićevo frakcijo.  Istega leta je ustanovil časopis z naslovom Drina.  Novembra 1953 se je Luburić poročil s Španko Isabelo Hernaiz. Par je imel še štiri otroke, dva fanta in dve deklici. 

### Prelom s Pavelićem
Leta 1955 je Pavelić vstopil v razprave s četniki emigranti o prihodnji razdelitvi Bosne in Hercegovine med Veliko Hrvaško in Veliko Srbijo v primeru razpada Jugoslavije. Luburić je bil jezen.  V svojih spisih je Luburić trdil, da bi se morala Hrvaška, podobno kot NDH, raztezati vse do reke Drine, vključevati pa mora tudi območja Srbije, na primer Sandžak, ki nikoli ni bil del vojne lutke.  Luburić je ostro obsodil Pavelića in njegove privržence. Kmalu zatem je ustanovil hrvaško Društvo Prijatelja Drine   ) in hrvaški nacionalni odpor ( hrvaško Hrvatski narodni odpor  ; HNO).  Junija 1956 je Pavelić ustanovil rivalsko organizacijo, Hrvaško osvobodilno gibanje ( hrvaško Hrvatski oslobodilački pokret  ; HOP). 
Luburićeva žena je leta 1957 prejela anonimno pismo s podrobnostmi o moževih vojnih grozotah, pri čemer je bil velik poudarek na njegovi vlogi pri ubijanju otrok.  Kmalu za tem je vložila zahtevo za ločitev. V postopku razveze zakonske zveze je bilo Luburiću odobreno skupno skrbništvo nad zakonskimi otroki in lastništvo njihovega doma. Istega leta je hišo prodal in se preselil v mesto Carcaixent blizu Valencije, kjer je odprl perutninsko farmo. Kmetija je hitro prenehala poslovati in Luburić je kmalu postal potujoči prodajalec.  Ko se je preselil v Carcaixent, je ustanovil Drina Press, ljubiteljsko založbo, ki je bila v njegovem domu.  Luburićevi sosedje, ki so ga poznali po imenu Vicente Pérez García, očitno niso vedeli za njegovo vojno preteklost.  Članke je pisal pod psevdonimom general Drinjanin in Bojnik Dizdar (polkovnik Dizdar).  V svojih spisih je Luburić priznal, da je med vojno naredil določene napake, vendar nikoli ni priznal ali se obžaloval zaradi grozodejstev, ki so mu bila pripisana.  Zavzemal se je za "narodno spravo" med proustaškimi in prokomunističnimi Hrvati.  Trdi je med drugim tudi, da je vzpostavil stik z obveščevalnimi službami Sovjetske zveze.  Trdil je, da bi morala Hrvaška v primeru razpada Jugoslavije postati nevtralna država, kar je bilo v nekaterih ostro protikomunističnih hrvaških emigrantskih krogih zelo slabo sprejeto. 
10. aprila 1957, ko se je vrnil s slavnostnega shoda ob obletnici ustanovitve NDH v Buenos Airesu, je bil Pavelić hudo ranjen v atentatu Uprave državne varnosti ( srbohrvaško Uprava državne bezbednosti  ; UDBA), jugoslovanske tajne službe.   Umrl je decembra 1959 v Madridu zaradi zapletov z zadanimi ranami. Zaradi vzajemne zamere med njima je bilo Luburiću prepovedano udeležiti se njegovega pogreba.  Po Pavelićevi smrti je Luburić neuspešno poskušal prevzeti nadzor nad HOP, pri čemer je poudarjal svojo vlogo zadnjega poveljnika hrvaških oboroženih sil. Potem ko mu je višje vodstvo HOP-a nasprotovalo, je Luburić drsel v vse bolj militaristično smer, v več evropskih državah ustanovil novoustaška taborišča za usposabljanje in objavljal članke o vojaški taktiki in gverilski tehniki.  Leta 1963 je ustanovil časopis, imenovan Obrana ("Obramba"). 

### Smrt
21. aprila 1969 zjutraj je Luburićev mladoletni sin v eni od spalnic njegovega doma odkril očetovo krvavo truplo. Luburić je bil dan prej ubit. Po madežih krvi na tleh je bilo sklepati, da so ga za noge odvlekli iz kuhinje in na silo strpali pod posteljo. Dobil je več udarcev s topim predmetom po glavi. Obdukcija je pokazala, da udarci na glavo niso bili usodni; Luburić se je zadušil v lastni krvi.  Pokopali so ga v Madridu. Njegovega pogreba se je udeležilo na stotine hrvaških nacionalistov v ustaških uniformah, ki so vzklikali ustaška gesla in držali fašistične poslovilne govore.  Luburićeva smrt je pomenila konec Drine in Obrane. 
Luburićev umor se je zgodil v času, ko je UDBA izvajala atentate na vodilne hrvaške nacionalistične osebnosti po vsej Evropi in neizogibno je sum padel nanjo.  Luburić je leta 1967 zaposlil svojega kumca Ilijo Stanića v svojem založniškem podjetju. Stanićev oče Vinko, je med vojno služil skupaj z Luburićem. Med boji jugoslovanskih oblasti s križarji je bil ujet in je umrl v ujetništvu.  Stanić, ki je živel in delal v Luburićevem domu, se je takoj po Luburićevi smrti vrnil v Jugoslavijo.  Razkriti dokumenti jugoslovanske obveščevalne službe kažejo, da je bil Stanić agent UDBE z kodnim imenom Mongoose. Po zapisniku njegovega poročanja maja 1969 je Stanić svojim vodnikom povedal, da je v Luburićevo kavo najprej dal strup, ki mu ga je dal nek drug agent UDBA. Ko strup ni uspela ubit Luburića, je Stanića zagrabila panika in odšel v svojo sobo po kladivo. Ko se je vrnil v kuhinjo, je Luburić potožil, da se ne počuti dobro. Ko je šel Luburić bruhati v umivalnik, ga je Stanić večkrat udaril po glavi. Luburić je padel na tla in se ni več premikal. Stanić je nato šel iz kuhinje, da se prepriča, da so vhodna vrata zaklenjena. Ko se je vrnil, je videl Luburića stati nad umivalnikom in trzati od bolečin. Stanić ga je še enkrat udaril po glavi in mu zlomil lobanjo. Nato je Luburićevo telo zavil v odeje in ga odvlekel v bližnjo spalnico. Stanić je trdil, da je sprva želel skriti truplo v tiskarni, a da je bil Luburić pretežak. V spalnico je Stanić skril truplo pod posteljo in mirno zapustil hišo. 
V intervjuju za hrvaški tednik Globus julija 2009 je Stanić svojo zgodbo spremenil in trdil, da sta Luburića ubila dva člana HOP-a. Prizadet zaradi omalovažujočega komentarja, ki naj bi ga Luburić izrekel o Stanićevem očetu in njegovih povojnih gverilskih dejavnostih, Stanić trdi, da je poiskal oba moška, ki sta mu zagotovila, da bosta Luguburiča samo pretepla.Na dan, ko je bil Luburić umorjen, naj bi Stanić obema omogočil vstop v Luburićev dom, nakar sta z enim samim udarcem težke kovinske palice po glavi ubila Luburića.  Stanić je leta 2012 svojo zgodbo še enkrat spremenil, tokrat je za umor Luburića obtožil dva druga moška. 

## Zapuščina

### Vpliv na hrvaški nacionalizem
Po Luburićevi smrti je vodstvo HNO šlo za nekaj njegovih bližnjih sodelavcev, ki so se sčasoma razdelili na rivalska vodstva v Severni Ameriki, Avstraliji, na Švedskem in v Argentini. Vodstvo argentinske frakcije HNO je bilo preneseno na Luburićevega svaka Dinka Šakića.  Aprila 1971 sta dva pristaša HNO vdrla v jugoslovansko veleposlaništvo v Stockholmu in ubila jugoslovanskega veleposlanika na Švedskem Vladimirja Rolovića. Moža so aretirali, vendar so ju bila naslednje leto izpustili, potem ko je skupina hrvaških nacionalistov ugrabila švedsko letalo na domačem poletu in zahtevala njihovo izpustitev.  Eden od Rolovićevih morilcev, Miro Barešić, se je v zaporu dal krstiti in v Luburićevo čast prevzel krščansko ime Vjekoslav.  HNO se je na svoji višini ponašal z več tisoč člani. Med pomembnejšimi člani so bili med drugim Zvonko Bušić, Gojko Šušak in Mladen Naletilić.  Bušić je organiziral ugrabitev letala 355 TWA septembra 1976.  Šušak je leta 1991. postal hrvaški obrambni minister  Naletilić je Mednarodno kazensko sodišče obsodilo vojne zločine nad bošnjaškimi civilisti med vojno v Bosni in Hercegovini. nekdanja Jugoslavija (ICTY). Obsojen je bil na 20 let zapora. 
Med hrvaško osamosvojitveno vojno je bilo v častniškem zboru hrvaške vojske mogoče čutiti odkrito občudovanje Luburića. Anteja Luburića (ki ni v sorodu z njim), višjega častnika med bitko pri Vukovaru, so zaradi grozljivosti na bojišču dali vzdevek Maks. Luburiću je bil "vzdevek všeč", je pripomnil novinar Robert Fox.  V začetku leta 1992 je general Mirko Norac izrazil občudovanje nad Luburićem, potem ko je bil po ukazu hrvaškega predsednika Franja Tuđmana razrešen s položaja.  "J-ebi vse hrvaške generale s Tuđmanom na vrhu," je pripomnil Norac. "Edini general zame je .. . Maks Luburić. "  Luburić je omenjen v uvodnih vrsticah hrvaške nacionalistične pesmi "Jasenovac i Gradiška Stara": 
| Jasenovac i Gradiška Stara, to je kuća Maksovih mesara ... |

Darko Hudelist, novinar in Tuđmanov biograf, meni, da je Luburić poleg Tita in Tuđmana ena izmed treh najpomembnejših hrvaških političnih osebnosti povojnega obdobja.  Hudelist trdi, da so na Tuđmana vplivali Luburićevi spisi, ki so pozivali k združitvi ideološko ločenih frakcij v hrvaški diaspori. To je v času njegovega predsedovanja postala ključna prednostna naloga Tuđmanove Hrvaške demokratske zveze.  Zgodovinar Ivo Goldstein se strinja s Hudelistovo hipotezo in domneva, da so na Luburića vplivali pozivi Francisca Franca k spravi med republikanci in nacionalisti po španski državljanski vojni.  Hudelistovo hipotezo je izpodbijal novinar Ivan Bekavac, ki Hudelista obtožuje, da je poskušal postaviti Tuđmana v profašistično luč. 
Leta 2017 so se v sarajevski soseski Dobrinja pojavili letaki z odlomki govora Luburića.  Julija 2018 je španska vladajoča Socialistična delavska stranka predlagala zakon proti spominjanju fašističnih osebnosti. Sklepalo se je, da bodo španske oblasti v primeru sprejetja zakona lahko zasegle Pavelićevo in Luburićevo grobnico pod pretvezo, da so postale romarski kraj neofašistov, in ju preselile na manj vidne lokacije ali pa ju prenesle v Bosno.  29. septembra 2018 je zgodovinar Vlado Vladić v rimskokatoliškem župnišču v Splitu priredil prireditev, na kateri je promoviral svojo knjigo Hrvatski vitez Vjekoslav Maks Luburić. Dogodek je obsodila hrvaška levica, ki je Vladića obtožila, da poveličuje Luburića, katoliška cerkev pa da olajšuje zgodovinski revizionizem. Med prisotnimi je bil tudi Dario Kordić, ki je bil med bosansko vojno podpredsednik Hrvaške republike Herceg-Bosne. Kordića je MKSJ pozneje spoznal za krivega vojnih zločinov in zločinov proti človečnosti zaradi njegove vloge pri etničnem čiščenju v Lašvski dolini, obsojen pa je bil na 25 let zapora. 

### Povzetek
Sodobni nemški viri navajajo, da so ustaše pobili približno 350.000 Srbov.  Po podatkih Spominskega muzeja holokavsta ZDA so med vojno ustaše ubili med 320.000 in 340.000 Srbov.  Večina sodobnih zgodovinarjev se strinja, da so ustaši pobili več kot 300.000 Srbov ali približno 17 odstotkov vseh Srbov, ki so živeli v NDH.  Na sojenjih v Nürnbergu so za te poboje ocenili za genocid.  Ustaše so bile odgovorni tudi za smrt 26.000 Judov in 20.000 Romov.  Zgodovinarka Emily Greble ocenjuje, da je Luburiću mogoče pripisati približno 200.000 vojnih smrti.  Med vojno se je Luburić hvalil, da so ustaše pobili več Srbov v Jasenovcu, "kot je to bil sposoben Osmanski imperij med okupacijo Evrope." [189] Hermannu Neubacherju, pooblaščencu za jugovzhodno Evropo rajhovskega ministrstva za zunanje zadeve je zaupal, da je po njegovem v Jasenovcu bilo ubitih približno 225.000 Srbov.  Nepopoln seznam žrtev, zbran v memorialu Jasenovac, vsebuje imena 83.145 posameznikov, med njimi 47.627 Srbov, 16.173 Romov in 13.116 Judov.  Večina zgodovinarjev se strinja, da so v Jasenovcu pobili okoli 100.000 ljudi. 
Leta 1998 so Šakića aretirali v Argentini. Naslednje leto je bil izročen Hrvaški zaradi obtožb vojnih zločinov in zločinov proti človeštvu. Šakić je bil spoznan za krivega po vseh točkah obtožbe in obsojen na dvajset let zapora.  Umrl je julija 2008.  Luburićeva polsestra Nada je bila aretirana približno ob istem času kot njen mož, vendar so jo zaradi pomanjkanja dokazov izpustili. Umrla je februarja 2011. Julija 2011 je srbska vlada izdala nalog za njeno aretacijo, očitno se ni zavedala, da je umrla v začetku tega leta. Ko so srbske oblasti izvedele za njeno smrt, je bil nalog preklican.  Šakić je svojega svaka opisal kot "humanega človeka" in "zaščitnika Judov".  Več Luburićevih sodobnikov in številni učenjaki so ponudili močno drugačno oceno. Arthur Haffner, Abwehr častnik, je Luburića ožigosal kot enega od Pavelićevih "fiercest Bloodhounds." (najbolj brutalnih krvoločnih psov) [196] V akademski literaturi je Luburić pogosto opisan kot sadist. [197] Znanstvenik za holokavst Uki Goñi ga označuje kot "krvoločnega blazneža".  "Od vseh Poglavnikovih razbojnikov," piše Walters, "je bil Luburić najslabši."  Jozo Tomasevich, zgodovinar, specializiran za Balkan, je opisal Luburića kot enega "najbolj brutalnih in krvoločnih" pripadnikov ustaškega gibanja.  Carmichael Luburića označuje za "enega najbolj zloglasnih vojnih zločincev druge svetovne vojne". [200] Zgodovinarja Ladislaus Hory in Martin Broszat opisujeta Luburića kot "enega od najbolj strah in sovraštvo vzbujajočih" ustaških voditeljev.  

## Citati
1. ↑  Tomasevich 2001, str. ;378–379.
2. 1 2  Dizdar 1997, str. 240.
3. 1 2 3 4 5 6  Ličina 1985, str. 110.
4. 1 2  Bitunjac 2013, str. 196.
5. ↑  Tomasevich 2001, str. ;370, 556.
6. ↑  Ličina 1985, p. 110, footnote.
7. 1 2  Carmichael 2015, str. 81.
8. ↑  Ličina 1985, str. 111.
9. ↑  Lampe 2000, str. 175.
10. ↑  Tomasevich 2001, str. ;35–36.
11. 1 2 3 4 5 6  Dizdar 1997, str. 241.
12. 1 2  Roberts 1973, str. ;6–7.
13. ↑  Pavlowitch 2008, str. 8.
14. ↑  Roberts 1973, str. 12.
15. ↑  Pavlowitch 2008, str. ;10–13.
16. ↑  Roberts 1973, str. 15.
17. ↑  Goldstein 1999, str. 133; Ramet 2006, str. 155; Adriano & Cingolani 2018, str. 174.
18. ↑  Ramet 2006, str. 115.
19. ↑  Malcolm 1996, str. ;175–176.
20. ↑  Malcolm 1996, str. 175.
21. ↑  Malcolm 1996, str. 177.
22. ↑  Mataušić 2003, str. 11.
23. ↑  Singleton 1985, str. 176.
24. ↑  Tomasevich 2001, Map 4.
25. ↑  Goldstein 1999, str. 136.
26. 1 2  Malcolm 1996, str. 176.
27. ↑  Goldstein 1999, str. 137.
28. ↑  Tomasevich 2001, str. 406–407.
29. 1 2  Goldstein 2012, str. ;115–121.
30. ↑  Erdeljac 2015, str. 74.
31. ↑  Bergholz 2016, str. 106.
32. 1 2 3 4  Goldstein 2012, str. 155.
33. 1 2 3  Adriano & Cingolani 2018, str. 193.
34. ↑  Bergholz 2016, str. 107.
35. ↑  Bergholz 2016, str. 108.
36. ↑  Bergholz 2016, str. 110.
37. 1 2  Goldstein 2012, str. 156.
38. ↑  Bergholz 2016, str. 115.
39. ↑  Pavlowitch 2008, str. ;59–60.
40. 1 2  Goldstein 2012, str. ;156–157.
41. ↑  Redžić 2005, str. ;16, 18.
42. 1 2  Mataušić 2003, str. 16.
43. 1 2  Yeomans 2013, str. 10.
44. ↑  Kovačić 2009, str. 315.
45. ↑  Tomasevich 2001, str. ;341, 399.
46. ↑  Ličina 1985, str. 119.
47. ↑  Dulić 2005, str. 82.
48. ↑  Cohen 1998, str. 29.
49. ↑  Dulić 2005, str. ;143–144.
50. ↑  Tomasevich 2001, str. 341.
51. ↑  Mataušić 2003, p. 91, note 60.
52. ↑  Goldstein 1999, str. ;137–138.
53. 1 2 3  Lohse 2018, str. 48.
54. ↑  Tomasevich 2001, str. 399.
55. ↑  Dulić 2005, p. 255, note 46.
56. ↑  Goldstein & Velagić 2018a, str. ;58–59.
57. 1 2 3  Dulić 2005, str. 271.
58. ↑  Dulić 2005, str. 351.
59. 1 2  Biondich 2011, str. 128.
60. 1 2  Dulić 2005, str. 255.
61. 1 2 3  Korb 2010, str. 297.
62. ↑  Mojzes 2011, str. 57.
63. ↑  Levy 2013, p. 70; p. 79, note 113.
64. 1 2 3 4 5 6  Levy 2013, str. 67.
65. 1 2  Goldstein & Velagić 2018a, str. 60.
66. 1 2 3  Goldstein & Velagić 2018b, str. 61.
67. ↑  Adriano & Cingolani 2018, str. ;212–213.
68. ↑  Goldstein & Velagić 2018c, str. ;62–63.
69. 1 2  Goldstein et al. 2018, str. 64.
70. 1 2  Ličina 1985, str. 124.
71. ↑  Cox 2007, str. 226.
72. 1 2 3  Levy 2013, str. 71.
73. 1 2  Carmichael 2015, str. 101.
74. ↑  Biondich 2011, str. ;128–129.
75. ↑  Adriano & Cingolani 2018, str. 215.
76. 1 2 3  Walters 2010, str. 257.
77. ↑  Okey 1999, str. 265.
78. ↑  Koshar 2000, str. 205.
79. ↑  Tanner 2001, str. 152.
80. ↑  Ridley 1994, str. 164.
81. ↑  Glenny 2012, str. 501.
82. 1 2 3  Levene 2013, str. 278.
83. ↑  Goldstein & Velagić 2018b, str. ;61–62.
84. ↑  Bauer 1981, str. 280.
85. ↑  Favez & Fletcher 1999, str. ;179–182.
86. ↑  Miletić 1986, str. 515.
87. 1 2  Goldstein 2012, str. 395.
88. ↑  Goldstein 2012, str. 399.
89. ↑  Komarica & Odić 2005, str. 60.
90. ↑  Yeomans 2013, str. 253.
91. ↑  Carmichael 2015, str. ;74–76.
92. ↑  Tomasevich 2001, str. 274.
93. ↑  Rubinstein 2014, str. 195.
94. 1 2  Dulić 2005, str. 253.
95. ↑  Adriano & Cingolani 2018, str. 229.
96. ↑  Knezevic 22 July 2017.
97. 1 2 3 4  Ličina 1985, str. 131.
98. 1 2  Barić 2003, str. 159.
99. 1 2 3  Krizman 1986, str. 461.
100. 1 2  Mataušić 2003, str. 77.
101. ↑  Mataušić 2003, str. 74.
102. ↑  Mataušić 2003, str. 111.
103. ↑  Miletić 1986, str. 617.
104. ↑  Goldstein 1999, str. 147.
105. ↑  Tomasevich 2001, str. ;439–440.
106. ↑  Ličina 1985, str. 138.
107. ↑  Goldstein 1999, str. 149.
108. ↑  Tomasevich 2001, p. 452, note 80.
109. ↑  Kovačić 2009, str. 104.
110. ↑  Tomasevich 2001, str. 328.
111. ↑  McCormick 2014, str. 112.
112. ↑  Tomasevich 2001, str. 426.
113. ↑  Stefanović 1984, str. 306.
114. ↑  Krizman 1986, str. ;213–214.
115. ↑  Ličina 1985, str. 142.
116. 1 2 3 4 5  Greble 2011, str. 221.
117. ↑  Donia 2006, str. 198.
118. 1 2 3 4 5  Donia 2006, str. 197.
119. 1 2  Greble 2011, str. 222.
120. 1 2  Greble 2011, str. 224.
121. 1 2  Yeomans 2015, str. 24.
122. 1 2 3  Greble 2011, str. 223.
123. 1 2  Hoare 2013, str. 276.
124. ↑  Ličina 1985, str. 143.
125. 1 2 3 4  Hoare 2013, str. 277.
126. ↑  Greble 2011, str. 227.
127. ↑  Greble 2011, str. 228.
128. 1 2 3  Greble 2011, str. 229.
129. ↑  Donia 2006, str. ;197–198.
130. ↑  Greble 2011, str. ;229–230.
131. ↑  Jareb 1995, str. 116.
132. ↑  Adriano & Cingolani 2018, str. 266.
133. ↑  Ličina 1985, str. ;143–145.
134. ↑  Yeomans 2013, str. 350.
135. ↑  Dizdar 1997, str. 242.
136. ↑  Tomasevich 2001, str. 752.
137. ↑  Pavlowitch 2008, str. 262.
138. ↑  Tomasevich 2001, str. ;751–768.
139. ↑  Tomasevich 2001, str. 560.
140. ↑  Goldstein 2012, str. 501.
141. ↑  Radelić April 2002, str. ;44–45.
142. 1 2  Perica 2002, p. 195, note 39.
143. ↑  Radelić April 2002, str. 67.
144. 1 2  Bale 2017, note 77.
145. 1 2 3 4 5  Carmichael 2015, str. 104.
146. ↑  Ličina 1985, str. 105.
147. 1 2  Ličina 1985, str. 154.
148. ↑  Adriano & Cingolani 2018, str. ;394–398.
149. 1 2  Ličina 1985, str. 160.
150. ↑  Ličina 1985, str. ;155–158.
151. ↑  Cohen 1998, str. 67.
152. 1 2 3 4 5  Hockenos 2003, str. 70.
153. ↑  Adriano & Cingolani 2018, str. ;395–396.
154. ↑  McCormick 2014, str. 176.
155. 1 2  Ličina 1985, str. 159.
156. 1 2  Adriano & Cingolani 2018, str. 396.
157. ↑  Ličina 1985, str. 103.
158. ↑  Clissold 1975, str. 111.
159. ↑  McCormick 2014, str. 178.
160. ↑  Adriano & Cingolani 2018, str. ;400–401.
161. ↑  Adriano & Cingolani 2018, str. 419.
162. ↑  Ličina 1985, str. ;103–105.
163. ↑  Walters 2010, str. ;258–259.
164. 1 2  Rašović 5 May 2012.
165. ↑  Jutarnji list 15 July 2009.
166. ↑  Hockenos 2003, str. ;71–72.
167. ↑  Hockenos 2003, str. 64.
168. ↑  Radoš 10 March 2010.
169. 1 2  Hockenos 2003, str. 69.
170. ↑  Hockenos 2003, str. ;73–74.
171. ↑  International Criminal Tribunal for the former Yugoslavia 3 May 2006.
172. ↑  Fox 1993, str. 538.
173. ↑  Majetić 14 March 2018.
174. ↑  Off 2004, str. 189.
175. ↑  Vuletic 2011, p. 2, note 15.
176. ↑  Hudelist 2004, str. 686.
177. ↑  Hudelist 2004, str. ;618–623.
178. ↑  Goldstein 2008, str. 772.
179. ↑  Bekavac 2007, str. ;9–12.
180. ↑  Knezevic 20 August 2018.
181. ↑  Milekic 25 July 2018.
182. ↑  Bajruši 1 October 2018.
183. 1 2  Singleton 1985, str. 177.
184. ↑  United States Holocaust Memorial Museum, paragraph 7.
185. ↑  Cox 2007, str. 225.
186. ↑  Lohse 2018, str. 46.
187. ↑  Israeli 2013, str. 142.
188. ↑  Jasenovac Memorial Site March 2013.
189. ↑  Pavlowitch 2008, p. 34, note 6.
190. ↑  Levy 2013, str. 72.
191. ↑  Bitunjac 2013, str. 205.
192. ↑  Wittes 7 May 1998.
193. ↑  Goñi 2002, str. 218.
194. ↑  Tomasevich 2001, str. 422.
195. ↑  Hory & Broszat 1964, str. 87.